# Yuke Songpaisan
Yuke Songpaisan (ยุกต์ ส่งไพศาล), noto anche con lo pseudonimo di Son (สน) (Bangkok, 12 novembre 1988), è un attore televisivo thailandese.

## Biografia
Di famiglia semplice, composta da genitori e sorella minore, ha sempre messo al primo posto l'educazione e il servizio pubblico. Diplomatosi all'Università Chulalongkorn, spesso vi fa ritorno per parlare con gli studenti attuali, oltre che fare delle donazioni all'istituto. Ha iniziato la carriera nel settore dell'intrattenimento già al liceo, apparendo in pubblicità, riviste, eventi promozionali e video musicali. Nel 2008 intraprende la strada da attore, figurando tra i protagonisti della serie Kaew lorm petch al fianco di Wannarot Sonthichai (Vill). Dal 2013 è sotto l'etichetta musicale Frontage, di GMM Grammy, per la quale ha inciso in particolare le canzoni "Jai aoei", colonna sonora di Kaen sanaeha, e "Roem ton rak gan mai".

## Filmografia

### Televisione
- Kaew lorm petch - serie TV, 35 episodi (2008-2009)
- Yark yood tawan wai tee plai fah - serie TV, 28 episodi (2009-2010)
- Malai sarm chai - serie TV, 45 episodi (2010)
- Reuan pae - serie TV, 30 episodi (2011)
- Likit fah chata din - serie TV, 35 episodi (2012)
- Sao noi - serie TV, 34 episodi (2012)
- Pentor - serie TV (2012-in corso)
- Bhen khao - serie TV, episodio 37 (2012)
- Hua jai rua puang - serie TV, 20 episodi (2013)
- Kaen sanaeha - serie TV, 15 episodi (2013)
- Narak - serie TV, 25 episodi (2014)
- Malee rerng rabum - serie TV, 15 episodi (2014)
- Songkram nang ngarm - Beauty and the Bitches - serie TV, 63 episodi (2014-2016)
- Tawan tud Burapa - serie TV, 17 episodi (2015)
- Duang jai pisut - serie TV, 12 episodi (2016)
- Rao kuerd nai tatchakarn tee kao - The Series (2016)
- Tae pang korn - serie TV, 21 episodi (2017)
- Ded peek Nang fah - serie TV, 11 episodi (2018)
- Kahon mahoratuk - serie TV, 1 episodio (2018)
- Muang maya Live - serie TV, 6 episodi (2018)
- Love At First Hate - serie TV, in produzione (2018)
- Sattaya tisatarm - serie TV, in produzione (2018)

## Discografia

### Singoli
- 2013 - Roem ton rak gan mai
- 2013 - Jai aoei
- 2014 - Kon sut tai
- 2014 - Kid tung luer kern (con Tanchanok Good)
- 2018 - Mai glaa bok ter

## Premi e candidature
สยามดารา สตาร์ส ปาร์ตี้
- 2009 - ดาวรุ่งมาแรงชาย per Kaew lorm petch

Top Awards
- 2009 - Candidatura ดาวรุ่งชายยอดเยี่ยม per Kaew lorm petch

Nataraj Awards
- 2011 - Miglior attore del team per Malai sarm chai

Asian Idol Awards
- 2013 - Artista oltreoceano più popolare per Likit fah chata din[1]

Mekhala Awards
- 2013 - Candidatura Attore maschile più popolare per Sao noi[2]
- 2013 - Candidatura Eccezionale attore principale per Sao noi[2]

KAZZ Awards
- 2015 - ขวัญใจชาวแคส (Persona di un cast più amata ????)